# الركبة (الحديدة)

تعديل مصدري - تعديل

الركبة هي إحدى قرى مديرية زبيد، التابعة لمحافظة الحديدة اليمنية، بلغ تعداد سكانها 1534 نسمة حسب الإحصاء الذي جرى عام 2004.